# موليبدات الأمونيوم
 موليبدات أمونيوم  مركب كيميائي له الصيغة NH4)6Mo7O24. 4H2O ، ويكون على شكل بلورات يتراوح لونها من الأبيض إلى الأخضر المصفر .